# ایلکین مرادوف
ایلکین مرادوف (انگلیسی: Ilkin Muradov؛ زادهٔ ۵ مارس ۱۹۹۶) بازیکن فوتبال است.
وی همچنین در تیم ملی فوتبال زیر ۲۱ سال جمهوری آذربایجان بازی کرده‌است.